# Piazza Manfredo Fanti
La Piazza Manfredo Fanti è una piazza rettangolare di Roma, che si trova nel rione Esquilino. La piazza si trova vicino alla Stazione Roma Termini. Prende il nome dal generale italiano Manfredo Fanti. La piazza è colloquialmente chiamata Piazza dell'Acquario.

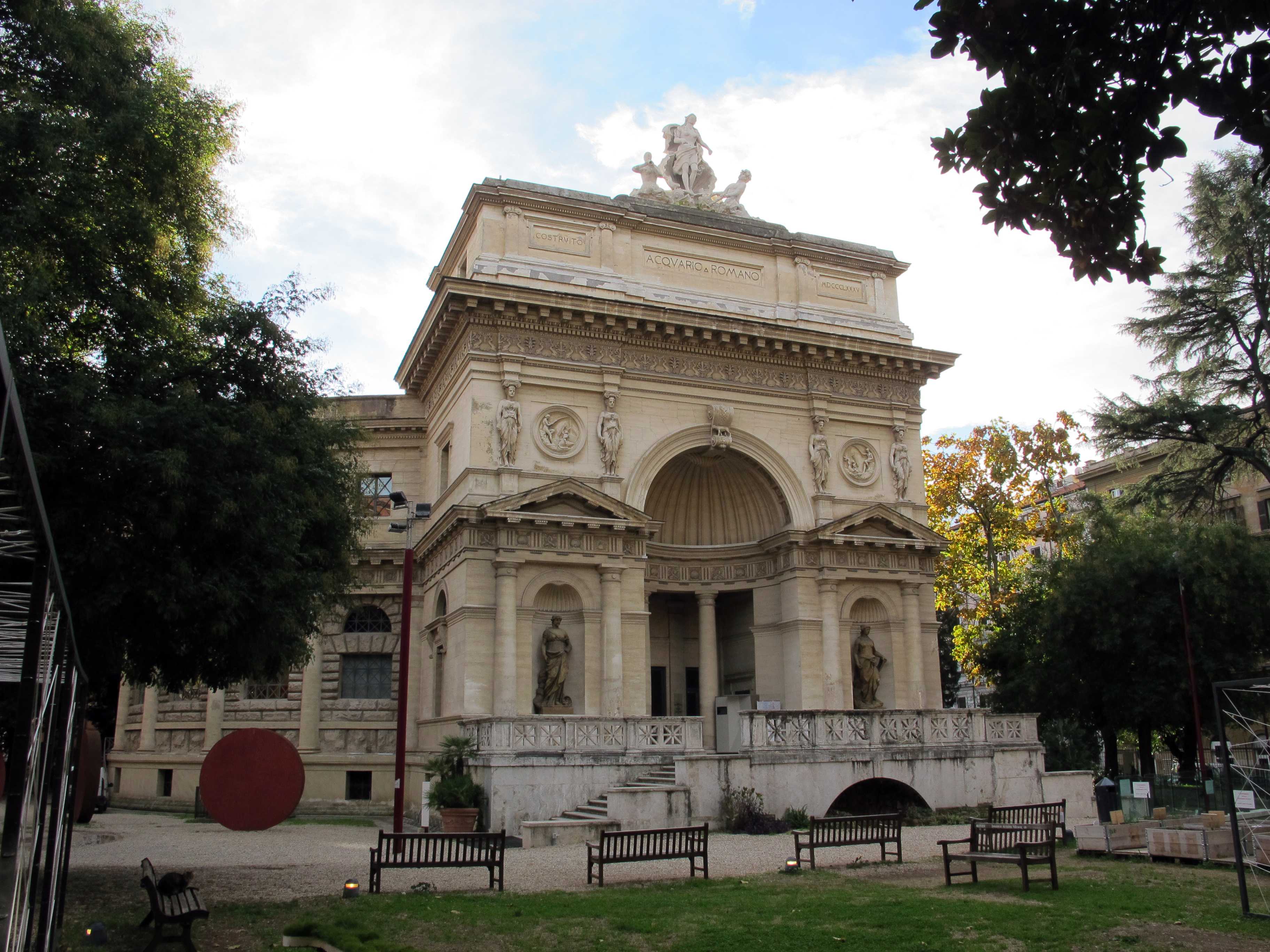
Piazza Fanti, Acquario

La piazza è occupata da un grande giardino e al centro si trova l'Acquario Romano.

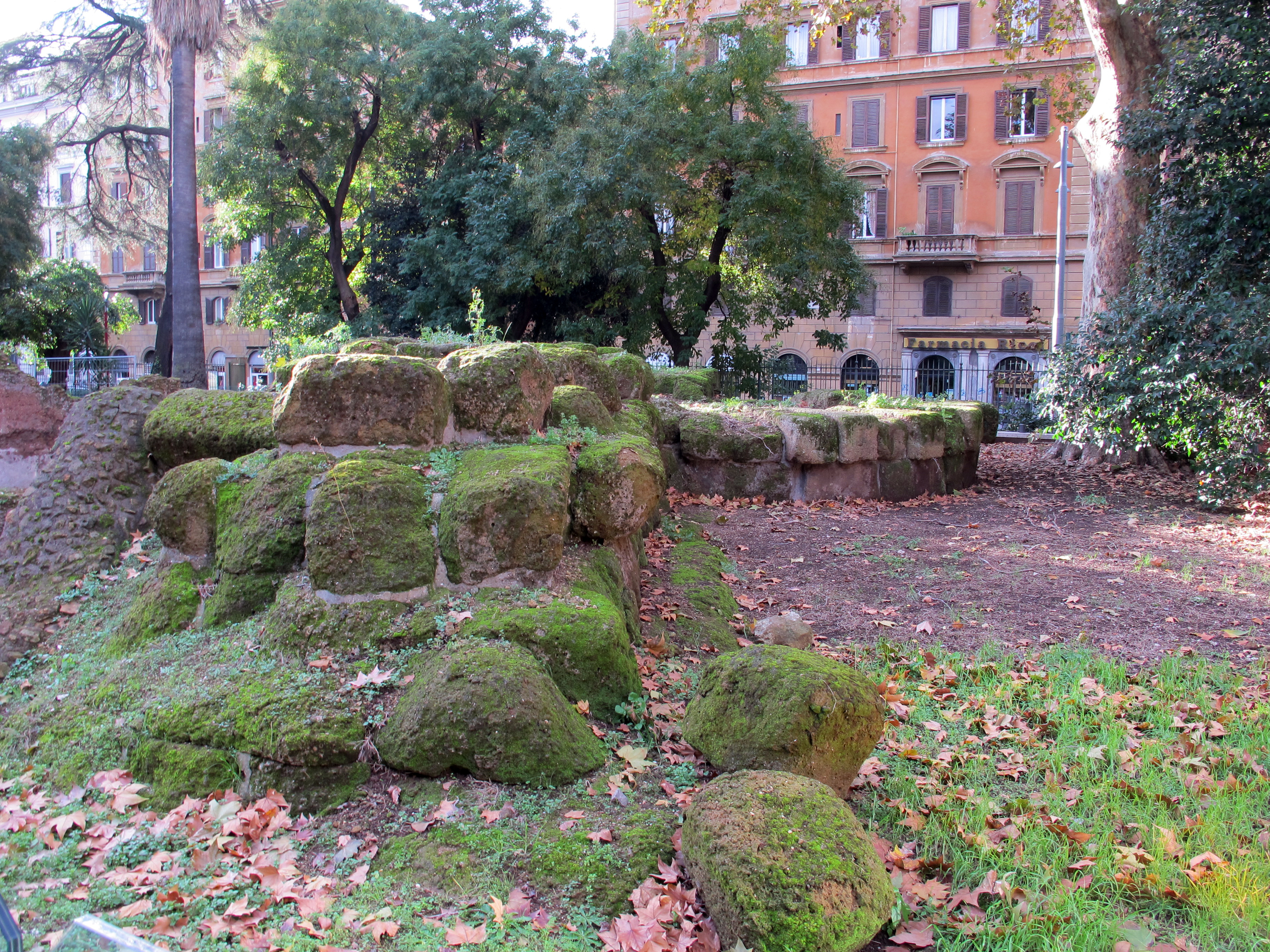
Resti dell'agger delle mura serviane

Sono anche presenti i resti dell'Agger Tarquinii, un tratto delle Mura Serviane.